# Anoplophora beryllina
Anoplophora beryllina es una especie de escarabajo longicornio del género Anoplophora, subfamilia Lamiinae. Fue descrita científicamente por Hope en 1840.
Se distribuye por Laos, Tailandia, Vietnam, India, China, Sri Lanka, Birmania y República de Corea. Mide 13-23 milímetros de longitud. El período de vuelo de esta especie ocurre en los meses de abril, mayo, junio, julio, agosto y septiembre.
Parte de la dieta de Anoplophora beryllina se compone de plantas de las familias Juglandaceae, Fagaceae y Pinaceae.